# Who’s That Girl (ścieżka dźwiękowa)
Who's That Girl – Original Motion Picture Soundtrack – ścieżka dźwiękowa z filmu Kim jest ta dziewczyna?, w którym główne role zagrali Madonna i Griffin Dunne.
Mimo iż album jest kompilacją utworów różnych artystów, jest on wliczany do oficjalnej dyskografii Madonny, gdyż znalazły się na nim aż cztery piosenki jej autorstwa. Ponadto, prawdopodobnie by zwiększyć sprzedaż, napisane wielkimi literami imię artystki umieszczono na jego przedniej okładce.
Co więcej, od tytułu filmu i jego ścieżki dźwiękowej wzięła też nazwę trasa koncertowa Who's That Girl World Tour, na jaką piosenkarka wyruszyła w 1987 roku. Podczas niej wykonywała trzy z zamieszczonych tu utworów.
W przeciwieństwie do filmu, który okazał się klapą, soundtrack okazał się sporym sukcesem i w Stanach Zjednoczonych uzyskał nawet status złotej i platynowej płyty.

## Lista utworów
| #  | Tytuł | Czas |
| -- | --- | ---- |
| 1. | „Who's That Girl” Madonna Autor: Madonna Ciccone, Patrick Leonard Producent: Madonna, Patrick Leonard                                                   | 3:59 |
| 2. | „Causing a Commotion” Madonna Autor: Madonna Ciccone, Stephen Bray Producent: Madonna, Stephen Bray                                                     | 4:21 |
| 3. | „The Look of Love” Madonna Autor: Madonna Ciccone, Patrick Leonard Producent: Madonna, Patrick Leonard                                                  | 4:04 |
| 4. | „24 Hours” Duncan Faure Autor: Joey Wilson, Mary Kessler Producent: Stephen Bray, Michael Verdick                                                       | 3:39 |
| 5. | „Step by Step” Club Nouveau Autor: David Agent, Denzil Foster, Jay King, Thomas McElroy Producent: Jay King, Denzil Foster, Thomas McElroy, David Agent | 4:45 |
| 6. | „Turn It Up” Michael Davidson Autor: Frederic Mercier, Michael Davidson Producent: Stock Aitken Waterman                                                | 3:57 |
| 7. | „Best Thing Ever” Scritti Politti Autor: David Gamson, Green Gartside Producent: Green Gartside, David Gamson, John "Tokes" Potoker                     | 5:51 |
| 8. | „Can't Stop” Madonna Autor: Madonna Ciccone, Stephen Bray Producent: Madonna, Stephen Bray                                                              | 4:46 |
| 9. | „El Coco Loco (So So Bad)” Coati Mundi Autor: Andy Hernandez Producent: Hubert Eaves                                                                    | 6:22 |

## Produkcja
- Michael Ostin – koordynator albumu
- JoAnn Tominaga – koordynator albumu
- Michael Verdick – mastering

## Single
| #  | Tytuł               | Data wydania  | [ 4 ] | Unia Europejska | [ 5 ] | Polska |
| -- | ------------------- | ------------- | ----- | --------------- | ----- | ------ |
| 1. | Who's That Girl     | czerwiec 1987 | # 1   | # ?             | # 1   | —      |
| 2. | Causing a Commotion | sierpień 1987 | # 2   | # ?             | # 4   | —      |
| 3. | The Look of Love    | listopad 1987 | # —   | # ?             | # 9   | —      |

Jako single promujące ścieżkę dźwiękową wydane zostały także piosenki innych wykonawców: „24 Hours” Duncana Faure oraz „Turn It Up” Michaela Davidsona.